# Graecophalangium
Graecophalangium is een geslacht van hooiwagens uit de familie Phalangiidae (Echte hooiwagens).
De wetenschappelijke naam Graecophalangium is voor het eerst geldig gepubliceerd door Roewer in 1923. 

## Soorten
Graecophalangium omvat de volgende 5 soorten:
- Graecophalangium atticum
- Graecophalangium cretaeum
- Graecophalangium drenskii
- Graecophalangium militare
- Graecophalangium punicum